# Драммонд, Грег
Грег Дра́ммонд (англ. Greg Drummond; род. 3 февраля 1989, Форфар, Тейсайд) — шотландский и британский кёрлингист и тренер по кёрлингу.
В составе  мужской сборной Великобритании серебряный призёр зимних Олимпийских игр 2014 в Сочи, в составе мужской сборной Шотландии призёр чемпионата мира и чемпионата Европы. Четырёхкратный чемпион Шотландии среди мужчин. В составе юниорской сборной Шотландии участник чемпионата мира, участник зимней Универсиады 2011.
Спортсмен года в Шотландии (2012, 2013).
Играет в основном на позициях второго и третьего.

## Биография
Впервые попробовал себя в кёрлинге в школе в 10 лет. После нескольких удачных игр на юношеских турнирах Британии он полюбил кёрлинг и начал профессионально заниматься этим видом спорта. Позже он вступил в местный шотландский клуб «Форфар». Дебютировал на международном уровне на чемпионате мира 2011, выступая в составе мужской сборной Шотландии.
С началом профессиональной карьеры начал тренироваться в Стерлинге (Шотландия), обычно в течение недели проводя восемь тренировок на льду, а также две тренировки в спортивном зале. Проживает в Стерлинге.

## Достижения
- Зимние Олимпийские игры: серебро (2014).
- Чемпионат мира по кёрлингу среди мужчин: серебро (2011, 2012), бронза (2013).
- Чемпионат Европы по кёрлингу: бронза (2013).
- Чемпионат Шотландии по кёрлингу среди мужчин: золото (2011, 2012, 2013, 2017), серебро (2015, 2016, 2018, 2022).
- Континентальный Кубок по кёрлингу (в составе команды «Мир»/«Европа»): золото (2012), серебро (2013, 2014, 2015).
- Первенство Европы по кёрлингу среди юниоров: золото (2009).

## Команды
| Сезон                                                           | Четвёртый     | Третий           | Второй          | Первый           | Запасной                                        | Турниры                      |
| --------------------------------------------------------------- | ------------- | ---------------- | --------------- | ---------------- | ----------------------------------------------- | ---------------------------- |
| 2006—07                                                         | Логан Грей    | Alasdair Guthrie | Глен Мюрхед     | Gordon McDougall | Грег Драммонд тренер: Алан Ханна                | ЧМЮ 2007 (6 место)           |
| 2008—09                                                         | Глен Мюрхед   | Грег Драммонд    | Скотт Эндрюс    | Scott MacLeod    | Майкл Гудфеллоу тренер: Гордон Мюрхед           | ПЕЮ 2009                     |
| 2009—10                                                         | Глен Мюрхед   | Грег Драммонд    | Thomas Sloan    | Майкл Гудфеллоу  |                                                 |                              |
| 2010—11                                                         | Глен Мюрхед   | Alasdair Guthrie | Грег Драммонд   | Kerr Drummond    | Майкл Гудфеллоу тренер: Гордон Мюрхед           | ЗУ 2011 (4 место)            |
| 2010—11                                                         | Том Брюстер   | Грег Драммонд    | Скотт Эндрюс    | Майкл Гудфеллоу  | Дункан Ферни (ЧМ) тренер: Рональд Брюстер (ЧМ)  | ЧШМ 2011 · ЧМ 2011           |
| 2011—12                                                         | Том Брюстер   | Грег Драммонд    | Скотт Эндрюс    | Майкл Гудфеллоу  | Дэвид Эдвардс (ЧМ) тренер: Рональд Брюстер (ЧМ) | ЧШМ 2012 · ЧМ 2012           |
| 2012—13                                                         | Том Брюстер   | Дэвид Мёрдок     | Грег Драммонд   | Скотт Эндрюс     | Майкл Гудфеллоу тренер: Сёрен Гран (ЧЕ)         | ЧЕ 2012 (7 место) · ЧШМ 2013 |
| 2012—13                                                         | Том Брюстер   | Дэвид Мёрдок     | Скотт Эндрюс    | Майкл Гудфеллоу  | Грег Драммонд тренер: Сёрен Гран                | ЧМ 2013                      |
| 2013—14                                                         | Дэвид Мёрдок  | Том Брюстер      | Грег Драммонд   | Скотт Эндрюс     | Майкл Гудфеллоу тренер: Сёрен Гран              | ЧЕ 2013                      |
| 2013—14                                                         | Дэвид Мёрдок  | Грег Драммонд    | Скотт Эндрюс    | Майкл Гудфеллоу  | Том Брюстер тренер: Сёрен Гран                  | ЗОИ 2014                     |
| 2014—15                                                         | Дэвид Мёрдок  | Грег Драммонд    | Скотт Эндрюс    | Майкл Гудфеллоу  |                                                 | ЧШМ 2015                     |
| 2015—16                                                         | Дэвид Мёрдок  | Грег Драммонд    | Скотт Эндрюс    | Майкл Гудфеллоу  | тренер: Иэн Тетли                               | ЧШМ 2016                     |
| 2016—17                                                         | Дэвид Мёрдок  | Грег Драммонд    | Скотт Эндрюс    | Майкл Гудфеллоу  | Росс Патерсон (ЧМ) тренер: Иэн Тетли            | ЧШМ 2017 · ЧМ 2017 (6 место) |
| 2017—18                                                         | Грег Драммонд | Росс Патерсон    | Грегор Кэннон   | Майкл Гудфеллоу  |                                                 |                              |
| 2017—18                                                         | Росс Патерсон | Грег Драммонд    | Грегор Кэннон   | Майкл Гудфеллоу  |                                                 | ЧШМ 2018                     |
| 2021—22                                                         | Росс Уайт     | Робин Брайдон    | Данкан Макфазин | Юан Кайл         | Грег Драммонд тренер: Грег Драммонд             | ЧШМ 2022                     |
| Кёрлинг среди смешанных команд (mixed curling, микст)           |               |                  |                 |                  |                                                 |                              |
| 2013—14                                                         | Грег Драммонд | Вики Адамс       | Colin Howden    | Вики Райт        | Mhairi Baird                                    | ЧШСК 2014 (9 место)          |
| Кёрлинг среди смешанных пар (mixed doubles curling, микст-дабл) |               |                  |                 |                  |                                                 |                              |
| 2017—18                                                         | Грег Драммонд | Вики Райт        |                 |                  |                                                 | ЧШСП 2017 (7 место)          |

(скипы выделены полужирным шрифтом)

## Результаты как тренера национальных сборных
| Год  | Турнир                                              | Сборная                         | Место |
| ---- | --------------------------------------------------- | ------------------------------- | ----- |
| 2019 | Чемпионат мира по кёрлингу среди юниоров 2019       | Шотландия (юниоры муж.)         | 3     |
| 2019 | Зимняя Универсиада 2019                             | Великобритания (мужчины)        | 3     |
| 2019 | Чемпионат мира по кёрлингу среди смешанных пар 2019 | Англия (смешанная пара)         | 9     |
| 2021 | Чемпионат мира по кёрлингу среди смешанных пар 2021 | Шотландия (смешанная пара)      | 1     |
| 2022 | Зимние Олимпийские игры 2022                        | Великобритания (смешанная пара) | 4     |
| 2022 | Чемпионат мира по кёрлингу среди смешанных пар 2022 | Шотландия (смешанная пара)      | 1     |
| 2023 | Чемпионат мира по кёрлингу среди женщин 2023        | Шотландия (женщины)             | 12    |
| 2023 | Чемпионат мира по кёрлингу среди смешанных пар 2023 | Шотландия (смешанная пара)      | 5     |
| 2025 | Чемпионат мира по кёрлингу среди смешанных пар 2025 | Шотландия (смешанная пара)      | 2     |